# Ellen Swallow Richards
Ellen Henrietta Swallow Richards (3 de dezembro de 1842 - 30 de março de 1911) foi uma química industrial e ambiental e professora estadunidense, no século XIX. Foi pioneira na área de engenharia sanitária e pesquisa experimental em economia doméstica, sendo a fundadora desta nova área científica. Foi fundadora do movimento de economia doméstica, caracterizado pela aplicação da ciência nos lares das pessoas e foi a primeira pessoa a aplicar a química no estudo da nutrição.
Foi a primeira mulher admitida no prestigiado Instituto de Tecnologia de Massachusetts como aluna e depois como instrutora. Ellen tmabém foi uma feminista pragmática, bem como fundadora do ecofeminismo que acreditava que o trabalho doméstico feminino é um aspecto vital da economia.

## Vida pessoal e educação
Ellen nasceu em Dunstable, Massachusetts, filha única de Peter Swallow e Fanny Gould Taylor. Seus pais eram de famílias simples, com poucas posses, mas que acreditavam no valor da educação. Sua educação começou em casa, mas em 1859 a família se mudou para Westford, onde Ellen pode estudar na Westford Academy. Seus estudos incluíam aulas de matemática, latim, com disciplinas e grade semelhantes à maioria das escolas da época. Sua proficiência em latim permitiu-lhe estudar francês e alemão, um idioma pouco falado e raro para aquela região de Nova York. Sua habilidade com idiomas logo a empregou como tutora e o dinheiro que Ellen ganhou com as aulas particulares lhe possibilitaram pagar pelos estudos que viriam a seguir.

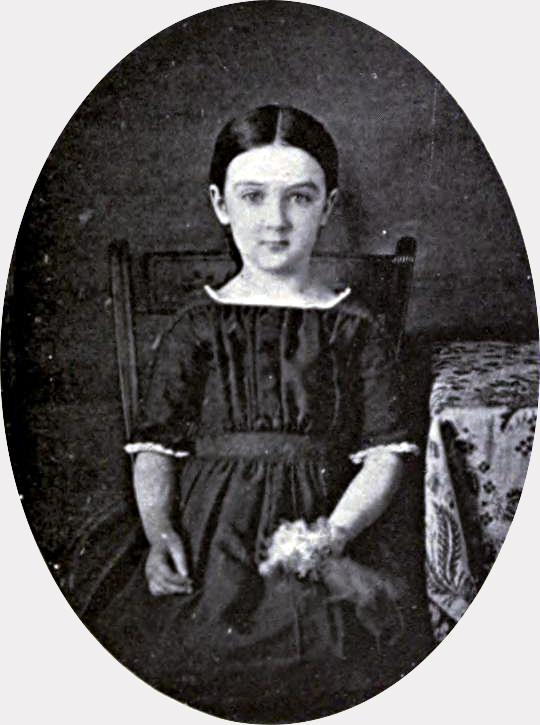
Daguerreótipo de Ellen Henrietta Swallow, cerca de 1848

Ellen se formou na Westford Academy, o segundo colégio mais antigo em Massachusetts, em 1862. Dois meses depois, contraiu sarampo, o que interrompeu suas atividades e a impediu de dar aulas. Na primavera de 1863, a família se mudou para Littleton, onde seu pai comprou um armazém e expandiu seus negócios, enquanto a filha Ellen era admitida como professora, aos 21 anos. Enquanto ajudava na loja da família, ela também cuidava da mãe, muito doente na época.

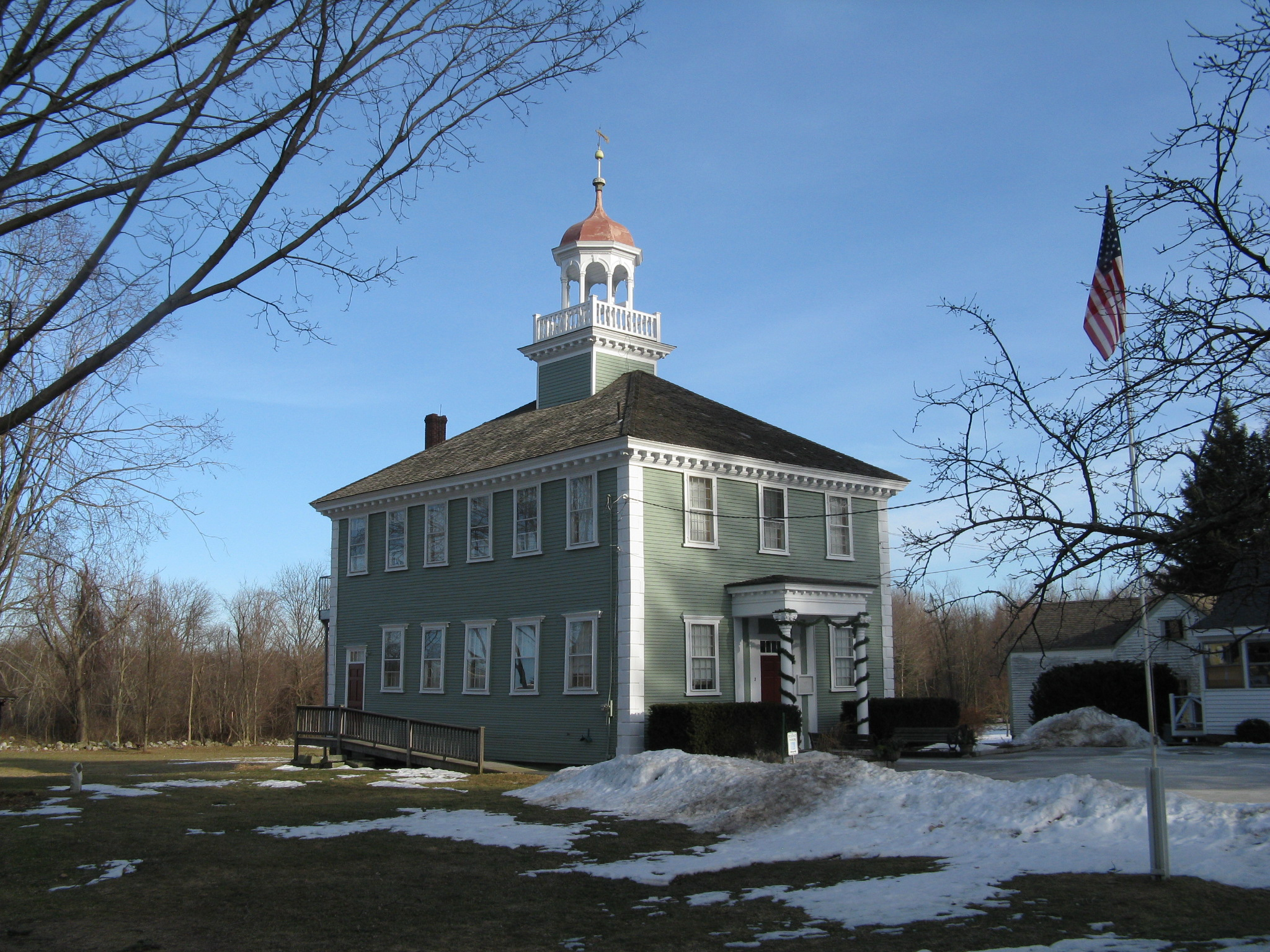
Antigo Westford Academy

Em setembro de 1868, Ellen ingressou no Vassar College, como estudante especial, passando para aluna veterana um ano depois e se formando em 1870, com bacharelado. Obteve mestrado em artes com uma dissertação sobre análise química de minério de ferro. Sua maior influência na época era a a astrônoma, Maria Mitchell e professor Charles S. Farrar (1826-1908), chefe do departamento de ciências naturais e matemática.

### MIT
No ano de 1870, ela escreveu para Merrick e Gray, químicos em Boston, perguntando se eles a aceitavam como aprendiz. Ambos responderam que eles não tinham vaga para aprendiz e que a melhor coisa a fazer era entrar no Instituto de Tecnologia de Massachusetts (MIT) como estudante. Em 8 de dezembro de 1870, após alguma discussão no conselho do instituto, eles recomendaram a admissão de Ellen como aluna especial em química. Ellen se tornaria a primeira mulher a ingressar na instituição, formando-se em 1873, tornando-se sua primeira instrutora. Ellen também foi a primeira mulher aceita em qualquer instituição científica e tecnológica do país, a primeira mulher a obter uma graduação em química, título este obtido no Vassar College, em 1870.
Em 1873, Ellen obteve o bacharelado em Ciências pelo MIT, com a tese "Notes on Some Sulpharsenites and Sulphantimonites from Colorado". Ellen continuou seus estudos, destacando-se como a primeira da classes avançadas, mas o MIT se recusou a dar tal distinção para uma mulher e não concedeu seu primeiro grau avançado, um Mestrado em Química, até 1886. Ellen serviu no conselho de curadores de Vassar College por muitos anos e lhe foi concedido um doutorado honorário em ciências, em 1910.

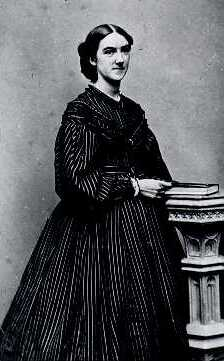
Senhorita Ellen Henrietta Swallow, cerca de 1864

### Casamento

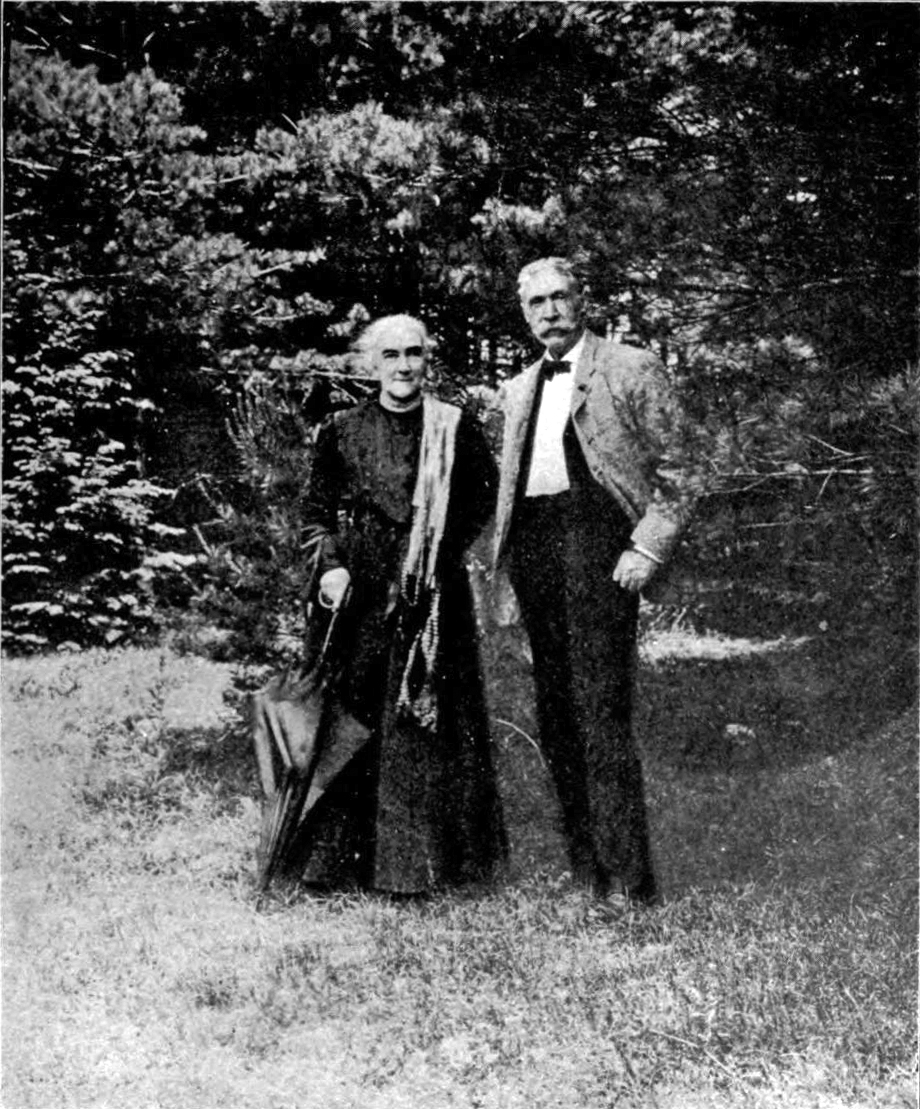
Robert e Ellen Richards, 1904

Em 4 de junho de 1875, Ellen se casou com Robert Hallowell Richards, engenheiro e chefe do departamento de engenharia de minas do MIT, com quem Ellen trabalhou no laboratório de mineralogia. O casal foi morar em Jamaica Plain, Massachusetts. Com o apoio do marido, ela permaneceu no MIT, prestando serviços voluntários e contribuindo anualmente com mil dólares para o "Laboratório Feminino", um programa para professoras receberem treinamento em laboratório para realizarem experimentos em sala de aula.

## Carreira
Seu primeiro emprego pós-formatura foi como palestrante não remunerada, no MIT, de 1873 a 1878. De 1884, até sua morte, Ellen e o marido foram instrutores no recém fundado laboratório de química sanitária, no Lawrence Experiment Station, a primeira estação de tratamento de esgoto do mundo, estabelecida em 1887.
Em 1884, ela foi indicada como instrutora em química sanitária no novo laboratório do MIT. Prestou consultoria na área de química para o Conselho Estadual de Saúde de Massachusetts, de 1872 a 1875 e como analista de águas da Commonwealth, de 1887 a 1897, além de ser especialista em nutrição do departamento de agricultura dos Estados Unidos.

## Experimentos científicos

### Qualidade do ar e da água
Em 1880, Ellen se interessou pela área sanitária, em especial por qualidade do ar e da água. Realizou diversos testes com água local e mais de 40 mil amostras de água potável. Isso levou ao chamado Mapa de Cloro de Richards, onde havia indicações de poluição da água no estado de Massachusetts. Como resultado, o estado estabeleceu os primeiros padrões de testagem de água no país e criou a primeira estação de tratamento de esgoto do mundo.

### Mineralogia
Sua tese no Vassar College tratava sobre análises da quantidade de vanádio em minério de ferro. Ellen conduziu uma série de experimentos em mineralogia, onde descobriu um componente insolúvel no raro mineral samarskita. Posteriormente, esse componente foi desenvolvido por outros químicos para se obter samário e gadolínio. Em 1879, ela foi eleita membro, a primeira mulher, do Instituto de Engenheiros Metalúrgicos e de Minas dos Estados Unidos.

### Saneamento doméstico
Ellen aplicou seus conhecimentos científicos na própria casa. Como as mulheres eram as principais responsáveis pela casa e pela nutrição da família, Ellen acreditava que todas as mulheres precisavam de conhecimentos científicos. Escreveu livros sobre como utilizar a ciência dentro de casa, como The Chemistry of Cooking and Cleaning. O livro Food Materials and Their Adulturations(1885) levou à aprovação da primeira lei de alimentos e drogas do estado de Massachusetts.
Sua casa virou um laboratório experimental para descobrir maneiras mais saudáveis de cuidar da casa através da ciência. Preocupada com a qualidade do ar em acasa, ela mudou o sistema de aquecimento de carvão e óleo para gás. Ela e o marido instalaram exaustores para puxar o ar do interior da casa e assim manter o ar no interior mais limpo. Ellen também determinou a qualidade da água no poço da propriedade através de testes químicos para assegurar que o esgoto não estava contaminando a água potável.

### Laboratório
Após seus primeiros experimentos com análise de água, sob orientação do professor Nichols, Ellen se tornou autoridade em química sanitária e amostragem, realizando testes não apenas com água, ar e comida, mas testando papéis de parede em busca de arsênico, que pode envenenar os moradores de uma casa. Em 1878 e 1879, ela examinou diversos mantimentos e alimentos básicos do estado. Os resultados foram publicados no primeiro relatório anual do Conselho de Saúde.
Trabalhou como consultora na indústria em 1900, onde escreveu o livro Air, Water, and Food from a Sanitary Standpoint, com A. G. Woodman. Seu interesse em meio ambiente a levou a introduzir a palavra ecologia no idioma inglês, por voltad e 1892. A palavra foi cunhada por Ernst Haeckel, biólogo alemão, que descreveu a palavra como "lar da natureza".
Seus interesses também incluíam a aplicação de princípios científicos em situações domésticas como nutrição, vestuário, atividades físicas, sanitarismo, eficiente gestão doméstica, criando assim o ramo da economia doméstica. Ellen publicou The Chemistry of Cooking and Cleaning: A Manual for House-keepers in 1881, escrito para demonstrar modelos eficientes de móveis de cozinha e apresentado em convenções e encontros de fabricantes de móveis. Assim ela escreveu:
| “ | Talvez pelo fato de eu não ser uma radical e de não desprezar os deveres femininos, mas sim os reivindicos como um privilégio para limpar e supervisionar o lar e costurar coisas, estou ganhando aliados mais fortes do que qualquer outra coisa que fizesse. | ” |

## Educação feminina
Ellen esteve diante da Woman's Education Association de Boston, em 11 de novembro de 1875, dando uma palestra marcante, sobre a necessidade de inclusão de mulheres. Ela acreditava que o MIT deveria fornecer um espaço para a associação estabelecer um laboratório, se ela fornecesse a verba para a compra de equipamentos e livros, além de bolsas de estudos. Isso levou à criação do Laboratório Feminino do MIT em 1876, em um prédio pequeno, que era para ser um ginásio na planta original. Ellen se tornou uma instrutora não remunerada em 1879, na área de análises químicas, química industrial e mineralogia.
Em 1884, ela foi indicada para o cargo de instrutora em química sanitária, no MIT, cargo que manteve até sua morte.

## Morte
Ellen faleceu em 30 de março de 1911 em sua casa em Jamaica Plain, após uma grave crise de angina. e foi enterrada no jazigo da família em Gardiner, no Maine.